# Jules Jacques de Dixmude
Jules Alphonse Marie, baron Jacques de Dixmude (Stavelot, 24 februari 1858 - Elsene, 24 november 1928) was een Belgisch generaal in Kongo-Vrijstaat en aan de Slag om de IJzer tijdens de Eerste Wereldoorlog. 

## Biografie

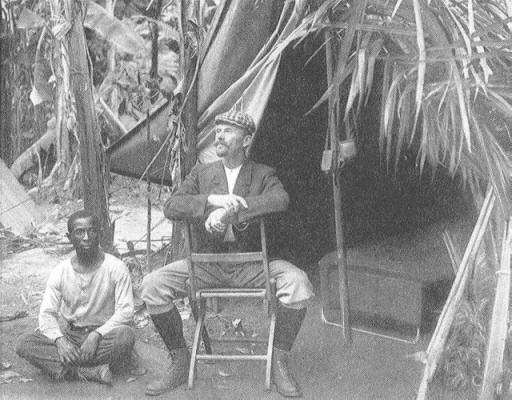
Jonge Jacques in Congo

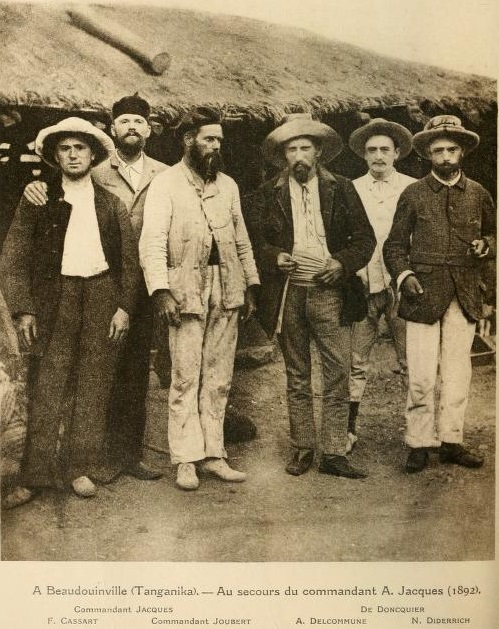
Expeditieleden AIA in Boudewijnstad in 1892 onder leiding van Jules Jacques.

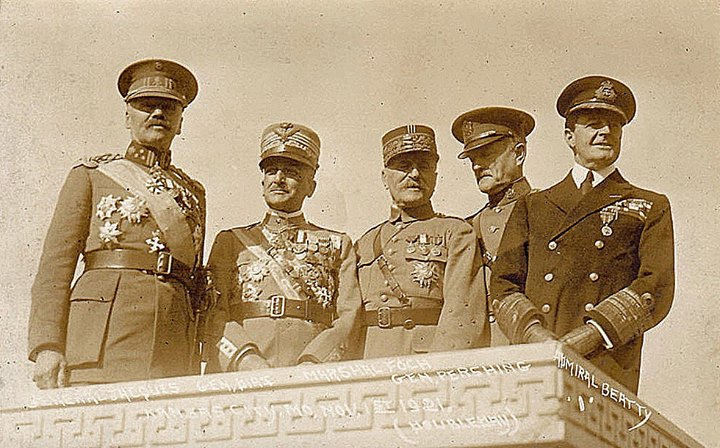
Generaal Jacques met de andere grote officieren van WOI zoals Armando Diaz, Ferdinand Foch, John Pershing en David Beatty.

Na zijn studies aan de Koninklijke Militaire School (België) trok hij naar Kongo-Vrijstaat, privégebied van koning Leopold II, waar hij aanvankelijk werkte als eenvoudige klerk, maar later ook een rol speelde in de Belgo-Arabische oorlog. Hij stichtte er Albertville als militaire post tegen de Arabische slavenhandelaars die er op 1893 verslagen worden. Dit doet hij samen met de versterking van luitenant Duvivier.
In 1895 werd hij zelfs districtscommissaris van het rubberwingebied aan het Leopold II-meer. Zijn rol hierin werd aan de kaak gesteld in het Casement-rapport. Zo schreef hij aan een ondergeschikte: "Deze mensen van [Inongo] deugen beslist niet. Ze hebben net enkele rubberlianen gekapt... We moeten tegen ze vechten totdat hun absolute onderwerping is verkregen, of hun volledige uitroeiing... Informeer de inboorlingen dat als ze nog een enkele liaan kappen, ik ze zal uitroeien tot de laatste man." 
Na zijn tijd in de kolonie richtte hij zich volledig op zijn militaire carrière, die in een stroomversnelling kwam door de Eerste Wereldoorlog. Tijdens de Slag om de IJzer stond hij aan het hoofd van het 12de Linieregiment, dat samen met het 11de Linieregiment en Franse troepen het bruggenhoofd aan de oostelijke oever van de IJzer tegen de oprukkende Duitsers moest verdedigen. Op 25 oktober 1914 nam Jacques het bevel over van kolonel Meiser. Zijn hoofdkwartier bevond zich aanvankelijk in het stadhuis van Diksmuide, later aan de IJzerlaan. Jacques raakte zelf gewond door de zware beschietingen en wist nog tot 10 november 1914 het bruggenhoofd Diksmuide uit Duitse handen te houden.
In 1916 werd Jacques bevorderd tot luitenant-generaal. Hij kreeg het commando over de 3de Belgische divisie van 5 februari 1917 tot 4 oktober 1919.

## Eerbetoon
Omwille van zijn militaire verdiensten kreeg Jacques onder meer het grootlint in de Leopoldsorde, de hoogste onderscheiding in België. Ook tal van hoge buitenlandse decoraties vielen hem ten deel.
In 1919 werd hij in de adel verheven met de titel van baron, en de toelating om de Dixmude aan zijn naam toe te voegen. 
In 1925 verkreeg Jacques het ereburgerschap van Diksmuide.
In vijftien Belgische steden werden straten naar hem vernoemd en er zijn zes standbeelden te zijner ere opgericht. Het grootste monument werd in 1930 ingehuldigd te Diksmuide. Daarnaast kreeg Jacques standbeelden in de abdij van Stavelot, in het stadhuis van Luik, in Halle en in het stadspark van Vielsalm. Nog in die plaats is er de herinneringsstèle die het 12de Linieregiment in 1930 oprichtte aan het graf van Jacques. Ten slotte was er een standbeeld in Kalemie, dat na de Congolese onafhankelijkheid werd verwijderd.  

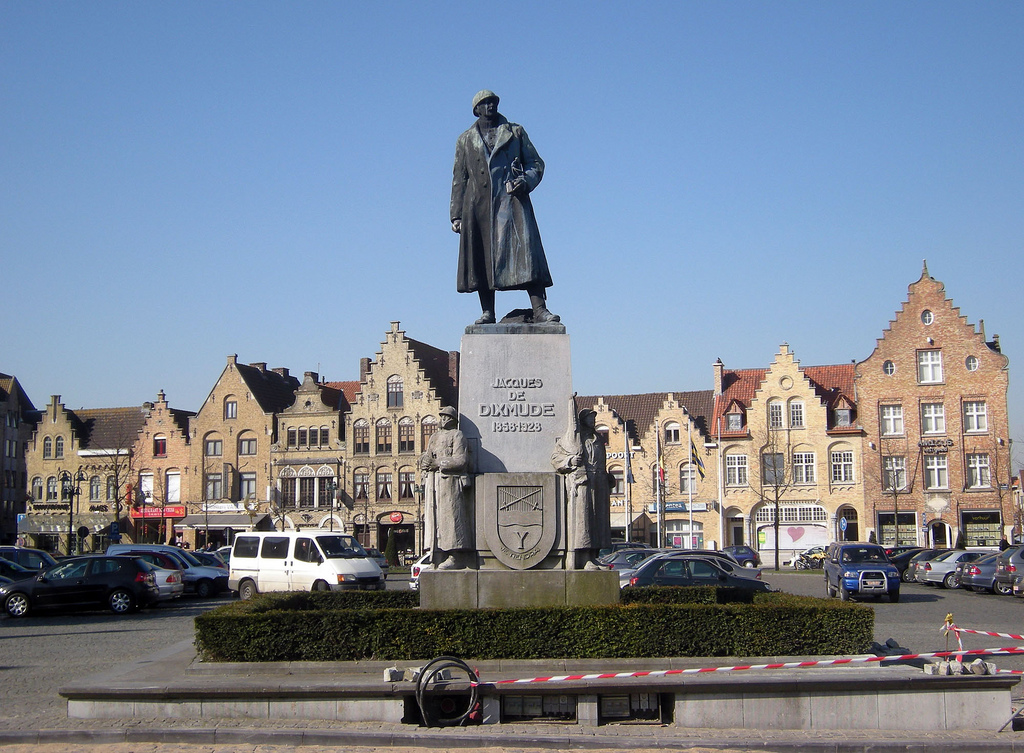
Het standbeeld van Jacques de Dixmude op de Grote Markt van Diksmuide.
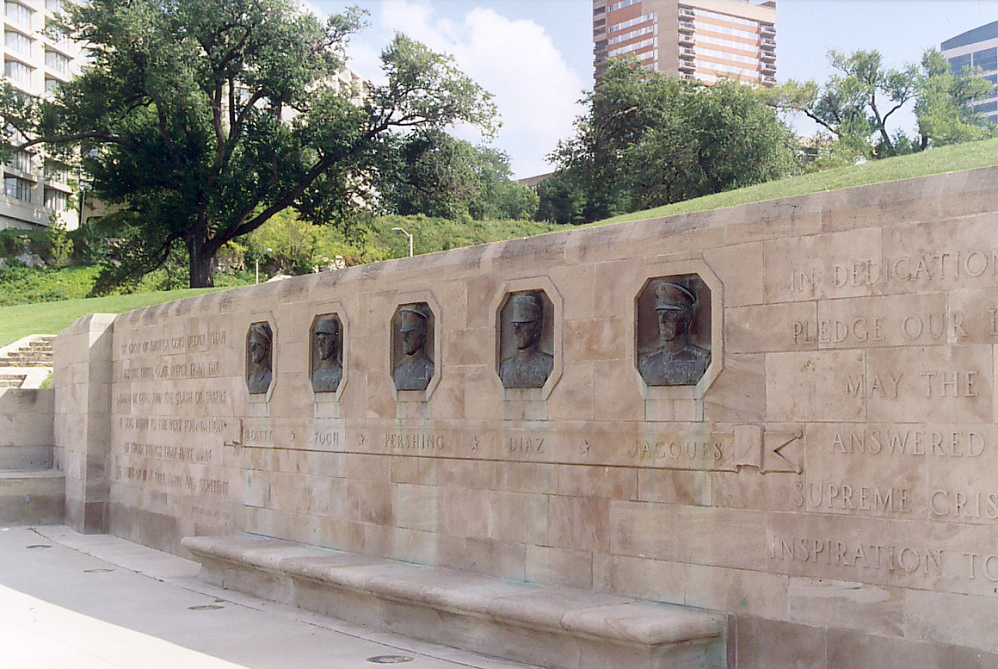
Kansas City Liberty Memorial. Links naar rechts David Beatty, Ferdinand Foch, John Pershing, Armando Diaz en Jacques zijn reliëf.